# 23. januar
23. januar er dag 23 i året, i den gregorianske kalender. Der er 342 dage tilbage af året (343 i skudår).
- Erementius dag, opkaldt efter en kvinde med helbredende evner, der blev stenet på veninden, Sankt Agnes' grav. I middelalderen blev hun ofte påkaldt af gravide kvinder, på grund af rygter om at hun kunne lindre kolik hos småbørn.

### Begivenheder
Født - Dødsfald
- 1556 - Dette år forekommer de/det alvorligste jordskælv i jordens historie: 830.000 mennesker menes dræbt i Shaanxi-jordskælvet i Kina.
- 1579 - Utrechtunionen oprettes.
- 1739 - Undervisningspligt bliver indført ved forordning.
- 1849 - Elizabeth Blackwell bliver tildelt sin MD af Medical Institute of Geneva, New York og bliver dermed USA's første kvindelige læge.
- 1885 - Nielsine Nielsen erhverver som den første kvinde i Danmark lægevidenskabelig kandidatgrad ved Københavns Universitet.
- 1904 - Ved en storbrand i norske Ålesund omkommer en person og omkring ti tusinde bliver hjemløse. Kejser Wilhelm 2. af Tyskland finansierer genopbygningen af byen.
- 1925 - Danske kvinder får ved lov adgang til visse præsteembeder.
- 1951 - Det danske hospitalsskib Jutlandia afsejler fra Danmark til Korea for at kunne yde assistance i Koreakrigen.
- 1954 - Forfatteren Ernest Hemingway styrter ned med et fly, men overlever.
- 1956 - Danmarks første motorvej, Hørsholmvejen, åbner. Det sker dog ikke uden problemer. De 13 rutebiler med 300 indbudte gæster kører fast i sneen, der var faldet under en kraftig snestorm to dage før.
- 1960 - Et bemandet amerikansk bathyscaf-skib når ned til bunden af Marianergraven i Stillehavet, som er det dybeste kendte sted på verdenshavene.
- 1968 - Statsminister Jens Otto Krags socialdemokratiske regering taber dagens Folketingsvalg. Ny statsminister bliver den radikale Hilmar Baunsgaard - for den første borgerlige regering siden 1953.
- 1971 - Fangerne i de danske fængsler får lov til at læse porno.
- 1973 - Ved en fredskonference i Paris lykkes det at forhandle sig frem til en våbenhvile i den 13 år gamle Vietnamkrig.
- 1978 - Som den første nation i verden forbyder Sverige spraydåser, der mistænkes for at bidrage med CFC-gasser til ødelæggelsen af ozonlaget.
- 1986 - Rock and Roll Hall of Fame optager sine første medlemmer: Chuck Berry, James Brown, Ray Charles, Fats Domino, The Everly Brothers, Buddy Holly, Jerry Lee Lewis og Elvis Presley.
- 1992 - Den tyske forbundsdag stemmer for en åbning af de omfangsrige DDR-arkiver.
- 1997 - Madeleine Albright bliver USA's første kvindelige udenrigsminister.
- 2003 - Mythbusters, Videnskabelig metode - Tv show på Discovery Channel

### Født
- 1688 - Ulrika Eleonora den yngre, svensk regerende dronning (død 1741).
- 1737 - John Hancock, amerikansk statsmand (død 1793).
- 1783 - Stendhal, fransk forfatter (død 1842).
- 1820 - Michael Wiehe, dansk skuespiller (død 1864).
- 1832 - Édouard Manet, fransk maler (død 1883).
- 1840 - Ernst Abbe, tysk optiker og fysiker (død 1905).
- 1867 - Peter Sabroe, dansk redaktør, politiker og børneforkæmper (død 1913).
- 1891 - Antonio Gramsci, italiensk politiker, filosof, journalist og forfatter (død 1937).
- 1898 - Sergei Eisenstein, russisk filminstruktør (død 1948).
- 1903 - Emil Hass Christensen, dansk skuespiller (død 1982).
- 1910 - Django Reinhardt, belgisk guitarist (død 1953).
- 1913 - Jean-Michel Atlan, fransk kunstner, medlem af CoBrA (død 1960).
- 1928 - Jeanne Moreau, fransk skuespillerinde (død 2017).
- 1930 - Derek Walcott, amerikansk forfatter (død 2017).
- 1938 - Georg Baselitz, tysk maler.
- 1941 - Judy Gringer, dansk skuespillerinde.
- 1944 - Rutger Hauer, hollandsk skuespiller (død 2019).
- 1944 - Jørn Duus, dansk reklamemand og direktør.
- 1944 - Klaus Wegener, dansk skuespiller (død 2018).
- 1946 - Arnoldo Alemán, nicaraguansk advokat, politiker og præsident.
- 1950 - Danny Federici, amerikansk musiker Bruce Springsteens E Street Band (død 2008).
- 1951 - Lise-Lotte Rebel, dansk biskop.
- 1954 - Britta Thomsen, dansk EU-parlamentsmedlem.
- 1957 - Caroline, prinsesse af Monaco.
- 1958 - Bo Lidegaard, dansk historiker, departementsråd og forfatter.
- 1985 - Doutzen Kroes, nederlandsk-frisisk fotomodel.

### Dødsfald
- 1424 - Margareta af Bayern-Straubing, burgundisk hertuginde (født 1363).
- 1744 - Giambattista Vico, italiensk historiker, filosof og jurist (født 1668).
- 1803 - Arthur Guinness, irsk brygmester (født 1725).
- 1806 - William Pitt den yngre, britisk premierminister (født 1763).
- 1883 - Gustave Doré, fransk billedkunstner (født 1832).
- 1931 - Anna Pavlova, russisk primaballerina (født 1881).
- 1944 - Edvard Munch, norsk maler (født 1863).
- 1956 - Alexander Korda, ungarsk-britisk filminstruktør (født 1893).
- 1963 - Józef Gosławski, polsk billedhugger (født 1908).
- 1976 - Paul Robeson, amerikansk sanger, skuespiller og borgerretsforkæmper (født 1898).
- 1978 - Terry Kath, amerikansk guitarist i Chicago (født 1946) - vådeskudsulykke.
- 1981 - Samuel Barber, amerikansk komponist (født 1910).
- 1983 - George Cukor, amerikansk filminstruktør (født 1899).
- 1989 - Salvador Dali, spansk surrealistisk maler (født 1904).
- 1997 - Hardy Rafn, dansk skuespiller (født 1930).
- 2002 - Pierre Bourdieu, fransk sociolog (født 1930).
- 2002 - Robert Nozick, amerikansk filosof (født 1938).
- 2005 - Johnny Carson, amerikansk tv-vært (født 1925).
- 2007 - E. Howard Hunt, amerikaner og involveret i Watergate-skandalen (født 1918).
- 2007 - Ryszard Kapuściński, polsk journalist og forfatter (født 1932).
- 2017 - Gorden Kaye, engelsk skuespiller (født 1941).
- 2017 - Preben Dabelsteen, dansk badmintonspiller og journalist (født 1925).

|  | Denne datoartikel kan blive bedre, hvis der indsættes et (bedre) billede Du kan hjælpe ved at afsøge Wikimedia Commons for et passende billede eller uploade et godt billede til Wikimedia Commons iht. de tilladte licenser og indsætte det i artiklen. |